# Dorothea Huber (Illustratorin)
Dorothea Huber (* 1980 in Kaufbeuren) ist eine deutsche Illustratorin.

## Leben
Dorothea Huber hat an der HAWK Hildesheim Grafikdesign studiert und arbeitet als Illustratorin und Grafikdesignerin in Berlin. Sie illustriert für Zeitschriften, Magazine und Verlage. 2008 erschien das von ihr illustrierte Buch Kapitän Pamphile von Alexandre Dumas in der Büchergilde Gutenberg, das auf die Shortlist der schönsten Bücher 2008 gewählt wurde. 2011 veröffentlichte sie (zusammen mit dem Autor Kai Splittgerber) den Abenteuerroman Brehms Tierland. Aus dem Expeditionsbuch des Tierforschers E. Alfred Brehm. Ihre Arbeiten wurden mehrfach ausgezeichnet. 2011 erhielt sie den Hans Meid Förderpreis für Illustration.

## Werke
- mit Kai Splittgerber: Brehms Tierland. Edition Büchergilde, Frankfurt am Main 2011, ISBN 978-3-940111-82-1.